# Death Race (film)
Death Race è un film del 2008 co-prodotto, scritto e diretto da Paul W. S. Anderson e interpretato da Jason Statham, Tyrese Gibson, Natalie Martinez, Joan Allen e Ian McShane.
Il film è un remake di Anno 2000 - La corsa della morte del 1975, diretto da Paul Bartel e prodotto da Roger Corman, con David Carradine e Sylvester Stallone.

## Trama
Nel 2012 tutte le nazioni vanno in crisi, con disoccupazione e criminalità che salgono ai massimi livelli. Il sistema carcerario collassa, e il governo statunitense lo affida a delle corporazioni private, che tentano di ricavarne il massimo profitto trasmettendo via web a pagamento delle gare mortali tra carcerati. La più famosa è la Death Race, consistente in una gara a bordo di auto corazzate, modificate per trasportare armi di vario tipo che si attivano tramite l'uso di tre specifiche pedane (in un sistema molto simile ai videogiochi). Il più famoso dei piloti, Frankenstein, la cui identità è celata in una maschera di metallo, muore mentre finisce una corsa, ottenendo, comunque, la sua quarta vittoria (dopo cinque vittorie il condannato è libero).
Jensen Ames, ex-campione NASCAR ora ridotto a modesto operaio di una fonderia, si ritrova vittima della chiusura del suo posto di lavoro insieme a centinaia di altri operai. Dopo il suo ritorno a casa, un uomo mascherato irrompe in casa sua uccidendo sua moglie e lo incastra mettendogli il coltello in mano dopo averlo tramortito. Jensen viene così condannato per l'omicidio della moglie e incarcerato a Terminal Island, sede della Death Race, dove viene obbligato dalla direttrice Hennessey a prendere il posto di Frankenstein (morto all'insaputa del pubblico), sapendo che Jensen era stato un pilota a suo tempo a patto che nessuno, a eccezione del team Frankenstein, delle guardie e della stessa donna, conosca il suo segreto.
Jensen conosce i meccanici dell'ex-Frankenstein (Coach, Lists e Gunner) e il navigatore, la bella Elizabeth Case, ma capisce subito che qualcosa non va e che le circostanze gli sono stranamente avverse. Il primo giorno conosce i vari suoi avversari: Machine Gun Joe (rivale di Frankenstein che ha raggiunto 3 vittorie), Pachenko, il cinese 14K, Hector Grimm, Riggins, Carson, Travis Colt e Said. Dopo una prima giornata andata male, Ames vede Pachenko fargli lo stesso gesto fatto dall'uomo mascherato dopo avergli ucciso la moglie e capisce che è il suo assassino, mandato apposta per farlo incastrare per la gara.
Il secondo giorno, durante la corsa, Ames interroga Elizabeth e capisce che è stata lei a sabotare la macchina per uccidere il suo predecessore: la ragazza confessa, spiegando che la Hennessey l'avrebbe fatta uscire, promessa poi da lei non mantenuta. Ames distrugge l'auto di Pachenko, poi lo raggiunge e gli spezza il collo. Collabora poi con Machine Gun Joe per distruggere il Dreadnought, un'autocisterna corazzata armata di torrette e lanciafiamme fatta costruire appositamente da Hennessey per aumentare lo share del programma.
Il giorno dopo, durante un discorso della direttrice, Ames capisce che la donna vuole assicurarsi che nessuno vinca per far continuare la gara (Frankenstein sarebbe il primo detenuto a uscire per le cinque vittorie)
La sera dell'ultima gara, Ames e Joe riescono a scappare nel mezzo della gara, con l'aiuto di Coach e degli altri che hanno infatti sabotato una telecamera. I due fuggitivi riescono poi a raggiungere un treno, grazie ad Elizabeth che mascherata da Frankenstein continuando a guidare attira verso di se la polizia ed infine viene raggiunta ed arrestata. La direttrice, quindi convinta di aver vinto, riceve un pacco che si rivelerà essere la bomba che aveva fatto installare sull'auto di Ames ma che Coach, accortosi del trucco, ha sostituito e fa esplodere in quel momento uccidendo la donna e il capo della sicurezza. Jensen riuscirà poi anche a riprendersi sua figlia, e deciderà di seguire Joe che ha intenzione di trasferirsi in Florida a Miami. Tuttavia, per ottenere i soldi per trasferirsi in Florida, i due si ritroveranno a lavorare da uno sfasciacarrozze a Santa Rosalia, in Messico, dove verranno raggiunti da Elizabeth.

## Produzione
Il film è stato prodotto dalle società Universal Pictures, Relativity Media, Impact Pictures Cruise/Wagner Productions (utilizzando il diminutivo di C/W), H2S2 Filmproduktionsgesellschaft in associazione con Scion Films.
Per riuscire a riprodurre un'ambientazione carceraria il più possibile realistica, Paul W. S. Anderson e Jason Statham hanno condotto ricerche preparatorie nel penitenziario di Corcoran, il più duro istituto di correzione della California.
Ad eccezione per il ponte di arrivo e partenza, l'intero complesso carcerario è stato girato in un'ex fabbrica dismessa di treni della Alstom situato a Montréal.

### Cast
Inizialmente Roger Corman, produttore del progetto originario con la Paramount Pictures, avrebbe voluto Tom Cruise nel ruolo di protagonista. Ma Cruise non approvò le prime tre versioni della sceneggiatura che gli furono sottoposte e successivamente litigò con i produttori della Paramount. Il progetto fu quindi abbandonato dalla Paramount e acquisito dalla Universal. Tom Cruise ritornò nel ruolo di produttore con Paula Wagner e la sceneggiatura venne completamente riscritta da Paul W. S. Anderson, mentre il ruolo di protagonista fu affidato a Jason Statham.
Per raggiungere una forma fisica adeguata al ruolo che doveva svolgere nel film Death Race, Statham si è allenato per mesi, con l'ex-Navy SEAL che aveva curato la preparazione degli Spartani del film 300, così duramente che è passato dal 20% di grasso corporeo al 6% in tre mesi.

### Sceneggiatura
Per la sceneggiatura Anderson si è ispirato in realtà anche a Rollerball, altro film del 1975: la società distrutta e uno sport di intrattenimento popolare estremamente violento all'interno di un'arena.
Inizialmente la sceneggiatura doveva raccontare una cruenta corsa automobilistica transcontinentale, come nel film Anno 2000 - La corsa della morte del 1975, con auto ancora più futuristiche, che potevano diventare invisibili, dotate di armi, missili e campi di forza e capaci di trasformarsi come i Transformers, ma dovette essere riscritta a causa dei costi di produzione.
Il risultato finale è una sceneggiatura dura e violenta che si discosta completamente, anche nei toni, dal film originale. La parodistica corsa automobilistica transcontinentale del film originale, che veniva vinta da chi travolgeva e uccideva più passanti, meglio se anziani e bambini, viene sostituita da una mortale gara fra detenuti alla guida di auto corazzate, svolta in un'arena chiusa ricavata all'interno del penitenziario di Terminal Island, dove vince chi sopravvive.

### Budget
Il budget del film è stato di circa 45 milioni di dollari.

### Veicoli utilizzati
| Personaggio     | Automobile              |
| --------------- | ----------------------- |
| Frankenstein    | 2006 Ford Mustang GT    |
| Machine Gun Joe | 2004 Dodge Ram 1500 4WD |
| 14K             | 1980 Porsche 911        |
| Colt            | 1989 Jaguar XJS         |
| Pachenko        | 1966 Buick Riviera      |
| Grimm           | 2006 Chrysler 300C      |

## Accoglienza

### Incassi
Il film ha incassato un totale di 36.316.032 dollari negli USA
e 39.361.483 negli altri paesi, per un totale di 75.677.515 dollari.

## Prequel e seguiti
Sono stati girati due prequel che spiegano come è nata la Death Race e come Frankenstein ne è diventato il primo pilota. I prequel si intitolano Death Race 2 e Death Race 3: Inferno diretti da Roel Reiné, entrambi prodotti da Paul W.S. Anderson.
Nel 2018 viene pubblicato un seguito del film intitolato Death Race - Anarchia sotto la direzione di Don Michael Paul.